# Olympische Winterspiele 1924/Militärpatrouille
Bei den I. Olympischen Winterspielen 1924 in Chamonix fand ein Militärpatrouillenlauf statt. Das Internationale Olympische Komitee (IOC) betrachtete ihn mehrere Jahrzehnte lang als Demonstrationswettbewerb, obwohl der damalige offizielle Bericht keine Differenzierung in Demonstrations- und originäre Wettbewerbe vorgenommen hatte. Inzwischen wird er vom IOC als offizieller Wettbewerb geführt.
Der Militärpatrouillenlauf stand 1928, 1936 und 1948 als Demonstrationswettbewerb im Programm Olympischer Winterspiele, jedoch nicht als offizieller Wettbewerb. Als Nachfolger kann der Biathlon angesehen werden, der 1960 erstmals offiziell mit einer Disziplin – dem 20-km-Einzelwettkampf – ins olympische Männerprogramm aufgenommen werden sollte.

## Medaillenspiegel
Anmerkung: Die Medaillen waren inoffiziell, die Wertung ging nicht in den offiziellen Medaillenspiegel der Spiele ein.
| Platz | Land       | Gold | Silber | Bronze | Gesamt |
| ----- | ---------- | ---- | ------ | ------ | ------ |
| 1     | Schweiz    | 1    | –      | –      | 1      |
| 2     | Finnland   | –    | 1      | –      | 1      |
| 3     | Frankreich | –    | –      | 1      | 1      |

## Militärpatrouille 30 km
| Platz | Land             | Sportler                                                                   | Zeit (h) | Treffer |
| ----- | ---------------- | -------------------------------------------------------------------------- | -------- | ------- |
| 01    | Schweiz          | Denis Vaucher Antoine Julen Alphonse Julen Alfred Aufdenblatten            | 3:56:06  | 08      |
| 02    | Finnland         | August Eskelinen Heikki Hirvonen Ville Mattila Väinö Bremer                | 4:10:00  | 11      |
| 03    | Frankreich       | Camille Mandrillon André Vandelle Georges Berthet Maurice Mandrillon       | 4:18:53  | 02      |
| 04    | Tschechoslowakei | Bohuslav Josífek Jan Mittlöhner Josef Bím Karel Buchta                     | 4:19:54  | 05      |
| DNF   | Italien          | Pietro Dente Albino Bich Goffredo Lagger Paolo Francia                     |          |         |
| DNF   | Polen            | Zbigniew Wóycicki Stanisław Chrobak Stanisław Kądziołka Szczepan Witkowski |          |         |

Datum: 29. Januar 1924
Nach 15 km mussten jeweils drei der vier Athleten auf sogenannte Feldscheiben schießen. Den Sportlern standen je 18 Schuss zur Verfügung, um die 250 Meter entfernten Scheiben zu treffen. Für jede getroffene Zielscheibe erhielt die Mannschaft, die geschlossen das Ziel erreichen musste, eine Zeitgutschrift von 30 Sekunden, die von der tatsächlichen Laufzeit abgezogen wurde. Von den sechs gestarteten Mannschaften beendeten nur vier den Wettbewerb; Italien und Polen mussten aufgrund der widrigen Wetterbedingungen aufgeben.

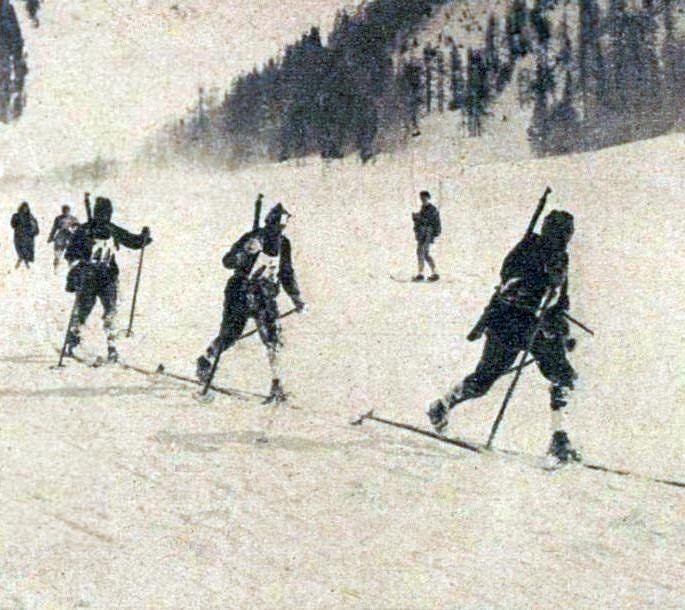
Die siegreiche Schweizer Militärpatrouille 1924
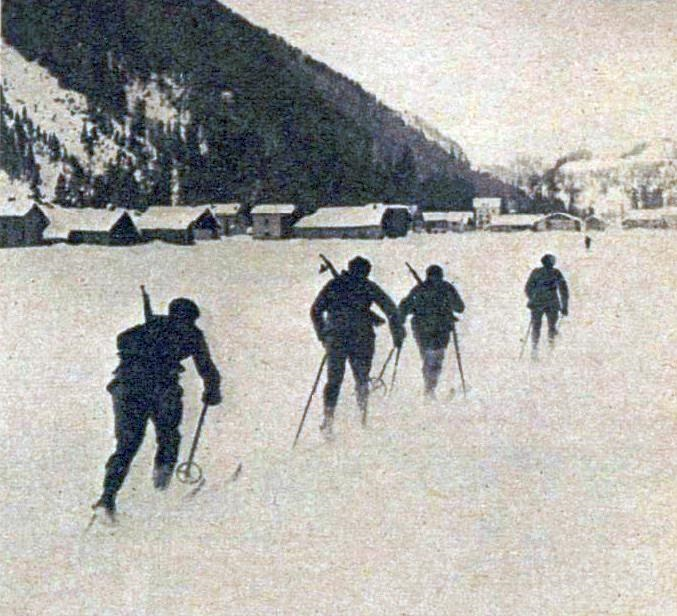
Die drittplatzierte Militärpatrouille aus Frankreich